# Music Maker
Music Maker es una compañía discográfica de blues

## Artistas en Catálogo
- 1999: Railroad Bill de Etta Baker
- 2002: Songs from the Roots of America ( I & II )
- 2003: Guitar Heaven de Cool John Ferguson (MM34)
- 2003: Boogie is my name de Jerry Boogie McCain (MM34)
- 2004: High Steppin' Momma de Clyde Langford (MM45)
- 2004: Follow your heart's desire de Pura Fé (MM48)
- 2004: Musicmakers with Taj Mahal  (MM49)
- 2004: Etta Baker con Taj Mahal (MM50)
- 2005: The last & lost blues survivors (Dixiefrog)
- 2005: Drinkhouse de Macavine Hayes (MM53)
- 2005: Carolina Breakdown de Etta Baker with Cora Phillips (MM56)
- 2005: One man band de Adolphus Bell (MM58)
- 2006: Treasure Box (MM61-62-63)
- 2006: John Dee Holeman & the Waifs Band (MM68)
- 2006: Drink House to Church House vol.1 (diff. Dixiefrog) with a DVD con John Dee Holeman, Captain Luke, Cool John Ferguson, Macavine Hayes, Alabama Slim...
- 2006: Rainy Day de George Higgs (MM77)
- 2007: Back in business de Beverly "Guitar" Watkins